# 点列コンパクト空間
数学において、位相空間が点列コンパクト（てんれつコンパクト、英: sequentially compact）であるとは、その空間内の任意の点列が収束する部分列を含むことを言う。一般の位相空間においては点列コンパクト性とコンパクト性とは異なる概念であるが、距離空間に限ればこの二つは同値になる。

## 例と性質
実数全体の成す集合に通常の位相を考えた空間は点列コンパクトでない。実際、任意の自然数 n に対し sn = n で定義される数列 (sn) はどのような部分列も極限は無限大となって収斂しない。
考える空間が距離空間ならば、それが点列コンパクトとなるための必要十分条件はその空間がコンパクトになることである。しかし一般の位相空間の中には点列コンパクトだがコンパクトでないようなもの（例えば最小の非可算順序数に順序位相を入れたもの）、および点列コンパクトでないコンパクト空間（例えば単位閉区間の非可算個のコピーの積空間）が存在する。

## 関連概念
- 位相空間 X が極限点コンパクトであるとは、X の任意の無限部分集合が X の極限点を含むときに言う。
- 位相空間が可算コンパクトであるとは、任意の可算開被覆が有限部分被覆を持つときに言う。

距離空間においては、点列コンパクト性、極限点コンパクト性、可算コンパクト性、コンパクト性は全て同値になる。
列型空間においては、点列コンパクト性は可算コンパクト性と同値である。
（一点コンパクト化と同様に）一点点列コンパクト化の概念も存在する。これは任意の発散列が唯一つ付け加えられた無限遠点に収斂するとしたものである
。